# سليم سعدي
العقيد سليم سعدي ، من مواليد 25 أكتوبر 1936 في سطيف ، الجزائر ، هو عسكري و سياسي جزائري.
كان ضابطا في الجيش الفرنسي عندما انضم إلى جيش التحرير الوطني في عام 1959.
في الاستقلال، أصبح مديرًا للنقل وأسلحة القتال في الجيش الوطني الشعبي ، قائد الناحية العسكرية الثالثة، قبل أن يشغل عدة مناصب وزارية بين عامي 1979 و 2002.

## الوظائف
- 1979-1984 ، وزير الفلاحة والثورة الزراعية
- 1984-1986 ، وزير الصناعة الثقيلة
- 1993-1994 ، وزير الداخلية والجماعات المحلية
- 1999-2001 ، وزير الموارد المائية
- 2001-2002 ، وزير النقل